# Agata Stępień
Agata Stępień, z d. Regulska, secundo voto Mielniczuk (ur. 14 maja 1967 w Warszawie) – polska szpadzistka, medalistka mistrzostw Europy, indywidualna mistrzyni Polski (1991).
Była zawodniczką Marymontu Warszawa (1975-1989), gdzie trenowała floret, oraz AZS-AWF Warszawa (1989-1994), gdzie występowała w szpadzie. Jej największym sukcesem w karierze był brązowy medal mistrzostw Europy w 1991 w turnieju drużynowym (razem z Anną Rotkiewicz, Iwoną Oleszyńską i Anitą Iwańską). W 1985 została drużynową wicemistrzyni Polski we florecie, w szpadzie była dwukrotnie drużynową mistrzynią Polski (1992, 1993), a w 1994 zdobyła brązowy medal MP w turnieju drużynowym.